# فيليبو باربييري
فيليبو باربييري هو دراج برازيلي، ولد في 10 يونيو 1983 في ساو باولو في البرازيل.